# Евпомп
Евпомп (на старогръцки: Εὔπομπος, Eupompos, на латински: Eupompus) е древногръцки художник от 4 век пр.н.е. Той основава художествено училище в Сикион. Неговият най-известен ученик е Памфил, който е учител на Апелес.
За него пише Плиний Стари (Nat. hist., XXXV, 64; 75), че се познава с Лизип. Единственото негово запазено произведение е картината на победител в борба с палмово клонче в ръката.